# Seberang Sanglar
Seberang Sanglar is een bestuurslaag in het regentschap Indragiri Hilir van de provincie Riau, Indonesië. Seberang Sanglar telt 3561 inwoners (volkstelling 2010).